# Сан-Сімеон (Каліфорнія)
Сан-Сімеон (англ. San Simeon) — переписна місцевість (CDP) в США, в окрузі Сан-Луїс-Обіспо штату Каліфорнія. Населення — 445 осіб (2020).

## Географія
Сан-Сімеон розташований за координатами 35°37′6″ пн. ш. 121°8′15″ зх. д. / 35.61833° пн. ш. 121.13750° зх. д. (35.618206, -121.137438).  За даними Бюро перепису населення США в 2010 році переписна місцевість мала площу 2,06 км², уся площа — суходіл.

### Клімат
| Клімат : Сан-Сімеон     | Клімат : Сан-Сімеон | Клімат : Сан-Сімеон | Клімат : Сан-Сімеон | Клімат : Сан-Сімеон | Клімат : Сан-Сімеон | Клімат : Сан-Сімеон | Клімат : Сан-Сімеон | Клімат : Сан-Сімеон | Клімат : Сан-Сімеон | Клімат : Сан-Сімеон | Клімат : Сан-Сімеон | Клімат : Сан-Сімеон | Клімат : Сан-Сімеон |
| Показник                | Січ.                | Лют.                | Бер.                | Квіт.               | Трав.               | Черв.               | Лип.                | Серп.               | Вер.                | Жовт.               | Лист.               | Груд.               | Рік                 |
| Середній максимум, °C   | 15,5                | 15,7                | 17,3                | 18,5                | 21,4                | 23,7                | 23,9                | 25,7                | 25,9                | 23,3                | 18,8                | 15,2                | 20,4                |
| Середня температура, °C | 11,3                | 11,3                | 12,6                | 13,3                | 16,2                | 18,3                | 18,9                | 20,0                | 20,6                | 17,8                | 14,2                | 11,1                | 15,5                |
| Середній мінімум, °C    | 7,1                 | 6,9                 | 7,9                 | 8,1                 | 10,9                | 13,0                | 13,9                | 14,3                | 15,4                | 12,4                | 9,6                 | 6,9                 | 10,6                |
| Норма опадів, мм        | 139.7               | 149.9               | 114.3               | 48.3                | 17.8                | 2.5                 | 0                   | 2.5                 | 7.6                 | 35.6                | 71.1                | 147.3               | 734.1               |
| ----------------------- | ------------------- | ------------------- | ------------------- | ------------------- | ------------------- | ------------------- | ------------------- | ------------------- | ------------------- | ------------------- | ------------------- | ------------------- | ------------------- |
| Джерело:                |                     |                     |                     |                     |                     |                     |                     |                     |                     |                     |                     |                     |                     |

## Демографія
Згідно з переписом 2010 року, у переписній місцевості мешкали 462 особи в 197 домогосподарствах у складі 121 родини. Густота населення становила 224 особи/км².  Було 301 помешкання (146/км²).
Расовий склад населення:
| - 58,4 % — білих - 1,9 % — азіатів - 1,1 % — корінних американців - 0,9 % — чорних або афроамериканців - 0,4 % — вихідців з тихоокеанських островів - 34,6 % — осіб інших рас |

До двох чи більше рас належало 2,6 %. Частка іспаномовних становила 55,8 % від усіх жителів.
За віковим діапазоном населення розподілялося таким чином: 22,9 % — особи молодші 18 років, 59,1 % — особи у віці 18—64 років, 18,0 % — особи у віці 65 років та старші. Медіана віку мешканця становила 40,7 року. На 100 осіб жіночої статі у переписній місцевості припадало 105,3 чоловіків;  на 100 жінок у віці від 18 років та старших — 102,3 чоловіків також старших 18 років.
За межею бідності перебувало 34,5 % осіб, у тому числі 100,0 % дітей у віці до 18 років та 0,0 % осіб у віці 65 років та старших.
Цивільне працевлаштоване населення становило 137 осіб. Основні галузі зайнятості: мистецтво, розваги та відпочинок — 79,6 %, будівництво — 7,3 %, науковці, спеціалісти, менеджери — 5,8 %.